# Pterolophia yunnanensis
Pterolophia yunnanensis är en skalbaggsart som beskrevs av Stefan von Breuning 1974. Pterolophia yunnanensis ingår i släktet Pterolophia och familjen långhorningar. Inga underarter finns listade i Catalogue of Life.